# Dos por una mentira
Dos por una mentira es una serie de televisión dramática de crimen y misterio con humor negro argentina que fue emitida por Canal 10 (Tucumán). La trama sigue la vida de un empleado de un cementerio, cuyo pueblo donde vive se ve atormentado por un asesino serial de ventrílocuos. Está protagonizada por Mónica Ayos, Sergio Boris, Vic Cicuta, Nicolás Galvagno y Luis Ziembrowski. La serie tuvo su estreno el viernes 4 de octubre de 2013.
La producción de la serie inició en 2012, cuando se convirtió en uno de los proyectos ganadores del concurso «Series de Ficción para Productoras con Antecedentes», un plan de fomento implementado por el Gobierno de Argentina y el Instituto Nacional de Cine y Artes Audiovisuales (INCAA) para impulsar la industria de la ficción nacional.

## Sinopsis
Narra la historia de Alberto, un hombre que trabaja como empleado de un cementerio y a su vez se desempeña como imitador de Roberto Cosenza, un famoso cantante regional. En paralelo y mientras se desarrolla su actividad, el pueblo se ve atemorizado por un asesino serial de ventrílocuos y se conoce la noticia del suicidio de Roberto Cosenza, por lo cual, la vida de Alberto cambia radicalmente cuando se encuentra con la viuda y la amante del artista, entablando con ambas una estrecha relación.

## Elenco

### Principal
- Mónica Ayos como Clara
- Sergio Boris como Alberto Márquez
- Vic Cicuta como Santiago Rivas Cordero
- Nicolás Galvagno como Alex Izurraga
- Luis Ziembrowski como Rubén Fridman

### Secundario
- Eugenia Carraro como Inés
- Germán de Silva como Marcelo
- Federico Liss como Guillermo "Willy"
- Patricio Aramburu como Julián
- Lorena Vega como María
- Valeria Alonso como Magalí
- Hernán Quintana como Hernán Márquez
- Jimena Anganuzzi como Rebeca Martínez

### Participaciones
- Gabo Correa como Fredi
- Adrián Silver como Leandro
- Fabián Forte como Mateo
- Sebastián Mogordoy como Horacio
- Lola Berthet como Mujer de casa
- Darío Levy como Ricardo
- Paula Manzone como Verónica
- Juan Palomino como Fabián

## Episodios
| N.º | Título                       | Dirigido por   | Escrito por                     | Fecha de emisión original |
| --- | ---------------------------- | -------------- | ------------------------------- | ------------------------- |
| 1   | «Matador»                    | Nicanor Loreti | Nicanor Loreti y Nicolás Britos | 4 de octubre de 2013      |
| 2   | «Desde el infierno»          | Nicanor Loreti | Nicanor Loreti y Nicolás Britos | 11 de octubre de 2013     |
| 3   | «Una sombra ya pronto serás» | Nicanor Loreti | Nicanor Loreti y Nicolás Britos | 18 de octubre de 2013     |
| 4   | «Funeral eléctrico»          | Nicanor Loreti | Nicanor Loreti y Nicolás Britos | 25 de octubre de 2013     |
| 5   | «Kiss of Death»              | Nicanor Loreti | Nicanor Loreti y Nicolás Britos | 1 de noviembre de 2013    |
| 6   | «Después de hora»            | Nicanor Loreti | Nicanor Loreti y Nicolás Britos | 8 de noviembre de 2013    |
| 7   | «Doble vida»                 | Nicanor Loreti | Nicanor Loreti y Nicolás Britos | 15 de noviembre de 2013   |
| 8   | «Paranoico»                  | Nicanor Loreti | Nicanor Loreti y Nicolás Britos | 22 de noviembre de 2013   |
| 9   | «Noches sin luna ni soles»   | Nicanor Loreti | Nicanor Loreti y Nicolás Britos | 29 de noviembre de 2013   |
| 10  | «Todos a la cárcel»          | Nicanor Loreti | Nicanor Loreti y Nicolás Britos | 6 de diciembre de 2013    |
| 11  | «Solo contra todos»          | Nicanor Loreti | Nicanor Loreti y Nicolás Britos | 13 de diciembre de 2013   |
| 12  | «Contra la corriente»        | Nicanor Loreti | Nicanor Loreti y Nicolás Britos | 20 de diciembre de 2013   |
| 13  | «Busco mi destino»           | Nicanor Loreti | Nicanor Loreti y Nicolás Britos | 27 de diciembre de 2013   |

## Recepción

### Comentarios de la crítica
En una reseña para el sitio web Alta peli, Matías Seoane escribió que la «serie logra construir una identidad que le da algo de coherencia al caos punk donde habita», alegando que «no le falta originalidad pero sí solidez», ya que «tiene una premisa prometedora con una propuesta visual y musical interesante que con el correr de los capítulos se desdibuja sin poder enlazar un buen repertorio de personajes absurdos en una historia coherente que intente llegar a algún lado».

### Premios y nominaciones
| Lista de premios y nominaciones | Lista de premios y nominaciones         | Lista de premios y nominaciones | Lista de premios y nominaciones | Lista de premios y nominaciones | Lista de premios y nominaciones | Lista de premios y nominaciones |
| Año                             | Organización                            | Categoría                       | Nominado/a (s)                  | Resultado                       | Ref(s)                          |                                 |
| ------------------------------- | --------------------------------------- | ------------------------------- | ------------------------------- | ------------------------------- | ------------------------------- | ------------------------------- |
| 2014                            | Premios Nuevas Miradas en la Televisión | Mejor Participación Masculina   | Luis Ziembrowski                | Ganador                         | [ 9 ] [ 10 ]                    |                                 |
| 2014                            | Premios Nuevas Miradas en la Televisión | Mejor Participación Femenina    | Eugenia Carraro                 | Nominada                        | [ 9 ] [ 10 ]                    |                                 |